# Erastus C. Knight

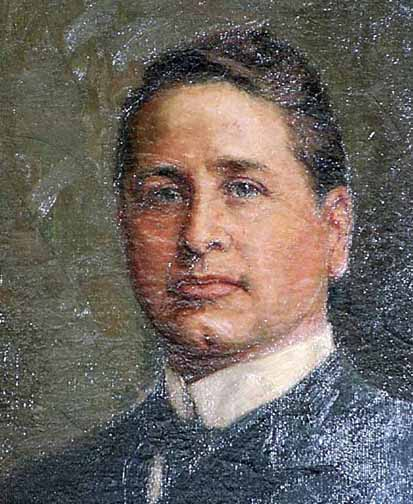
Erastus C. Knight

Erastus Cole Knight (* 1. März 1857 in Buffalo, New York; † 3. September 1923 in New York City) war ein US-amerikanischer Geschäftsmann und Politiker.

## Werdegang
Die Kindheit von Erastus Cole Knight war vom Bürgerkrieg überschattet. Er besuchte die öffentlichen Schulen 16 und 14. Dann graduierte er am Bryant & Stratton College in Buffalo (New York). Danach arbeitete er für den Bell Brothers Großhandel. In diesem Zusammenhang war er als Verkäufer auf der Straße unterwegs. Knight fand an dem Produktgeschäft Gefallen und gründete daher 1880 zusammen mit William C. Lennox das Unternehmen Knight, Lennox & Co. Am 14. Mai 1881 heiratete er Mary Elizabeth Cowles. Das Paar hatte eine Tochter namens Gertrude Knight, welche den Abgeordneten Herbert B. Shonk (1881–1930) heiratete.
Nach dem Auflösen seiner Partnerschaft mit Lennox 1887 gründete Knight ein Immobilien- und Versicherungsunternehmen. 1892 gründete er mit Oliver A. Jenkins das Bauunternehmen Jenkins & Knight. Knight war auch Partner in dem Unternehmen Sloan, Cowles & Co., das Ausflugsdampfer und Sommerurlaubsorte besaß.
Während jener Zeit schloss er sich der Republikanischen Partei an. Von 1889 bis 1894 war er Supervisor von Buffalo und im letzten Jahr Vorsitzender im Bezirksrat des Countys (Board of Supervisors). Er bekleidete von 1895 bis 1900 den Posten als Buffalo City Comptroller. Seine Wiederwahl erfolgte 1898 als Demokrat.
Er wurde 1901 New York State Comptroller, nach dem der Amtsinhaber William J. Morgan, der erneut bei der Republican State Convention nominiert wurde, unerwartet verstarb. Knight wurde an dessen Stelle nominiert. Als amtierender State Comptroller kandidierte er im November 1900 für den Posten als Bürgermeister von Buffalo. Nach seiner Wahl bekleidete er den Posten von 1902 bis 1905. Während dieser Zeit nahm er 1904 als Ersatzmann (alternate delegate) an der Republican National Convention teil. Er entschied sich gegen eine erneute Kandidatur und kehrte nach dem Ende seiner Amtszeit zu seinem Unternehmen zurück.
1903 eröffnete er mit seinem Bruder George ein Kohleunternehmen, die E.C. & G.L. Knight Company. Ferner gründete er 1905 die Isle of Pines Company, ein Exportunternehmen für Früchte, dessen Präsident er wurde.
Knight zog 1920 nach New York City. Im August 1923 fiel er hin und brach sich dabei die Hüfte. Er erholte sich trotz einer Operation nie völlig davon. Am 3. September 1923 verstarb er in seinem Heim im Hotel Pennsylvania und wurde dann auf dem Forest Lawn Cemetery (Buffalo) beigesetzt.
Er gehörte den Freimaurern und den Knights Templar an.